# Santippo di Atene
Santippo o Xantippo, figlio di Arifrone, del demo di Colargo (in greco antico: Ξάνθιππος?, Xánthippos, in latino Xantippus; Atene, 520 a.C. – circa 475 a.C.) è stato un politico e militare ateniese, sposo dell'Alcmeonide Agariste, nipote di Clistene e sorella di Megacle, e padre di Pericle.

## Biografia
Di tendenza moderatamente democratica e poi oligarchica (come tutta la famiglia degli Alcmeonidi), nel 489 a.C. Santippo accusò Milziade per la sfortunata spedizione di Paro e ne ottenne la condanna a una pesantissima multa (Milziade morì lo stesso anno e la multa fu pagata dal figlio Cimone). Venne poi ostracizzato a sua volta nel 484 a.C. insieme all'alcmeonide Megacle, in quanto ritenuti responsabili della sconfitta nella battaglia contro gli Egineti dell'anno precedente.
Dopo il suo richiamo in patria in occasione dell'invasione persiana, comandò il contingente navale ateniese che vinse a Micale contro i Persiani (479 a.C.) e poi conquistò Sesto sull'Ellesponto (478 a.C.). 
Nello stesso anno venne però sostituito al comando dell'esercito ateniese da Cimone (figlio di Milziade) che era riuscito a riabilitarsi, pagando la multa del padre, grazie al fortunato matrimonio prima della sorella e poi di lui stesso.